# Nearctopsylla grahami
Nearctopsylla grahami är en loppart som beskrevs av Holland 1979. Nearctopsylla grahami ingår i släktet Nearctopsylla och familjen mullvadsloppor. Inga underarter finns listade i Catalogue of Life.